# Orlando Monteiro
Orlando Monteiro (Praia, 18 maggio 1972) è un ex calciatore saotomense, di ruolo attaccante.